# El Molino, Cardonal
El Molino är en ort i Mexiko.   Den ligger i kommunen Cardonal och delstaten Hidalgo, i den sydöstra delen av landet, 130 km norr om huvudstaden Mexico City. El Molino ligger 2 019 meter över havet och antalet invånare är 120.
Terrängen runt El Molino är kuperad. Runt El Molino är det ganska tätbefolkat, med 60 invånare per kvadratkilometer. Närmaste större samhälle är Ixmiquilpan, 19,5 km sydväst om El Molino. Trakten runt El Molino består i huvudsak av gräsmarker.